# Ígor Lujkovski
Ígor Lujkovski   (Sant Petersburg, 18 de març de 1938 - Sant Petersburg, 14 de setembre de 2000) fou un nedador rus, especialista en estil lliure, que va competir sota bandera de la Unió Soviètica, durant les dècades de 1950 i 1960. Es casà amb la també nedadora Marina Shamal. Va ser tinent coronel de l'exèrcit soviètic.
El 1960 va prendre part en els Jocs Olímpics d'Estiu de Melbourne on va disputar tres proves del programa de natació. Destaca la cinquena posició en els 4×100 metres estils i la vuitena en els 4×200 metres lliures.
En el seu palmarès destaquen una medalla d'or en els 4×200 metres lliures del Campionat d'Europa de natació de 1958, dues d'or a les Universíades de 1959 i dos campionats soviètics. Durant la seva carrera va establir tres rècords europeus.